# Pisarze braci polskich

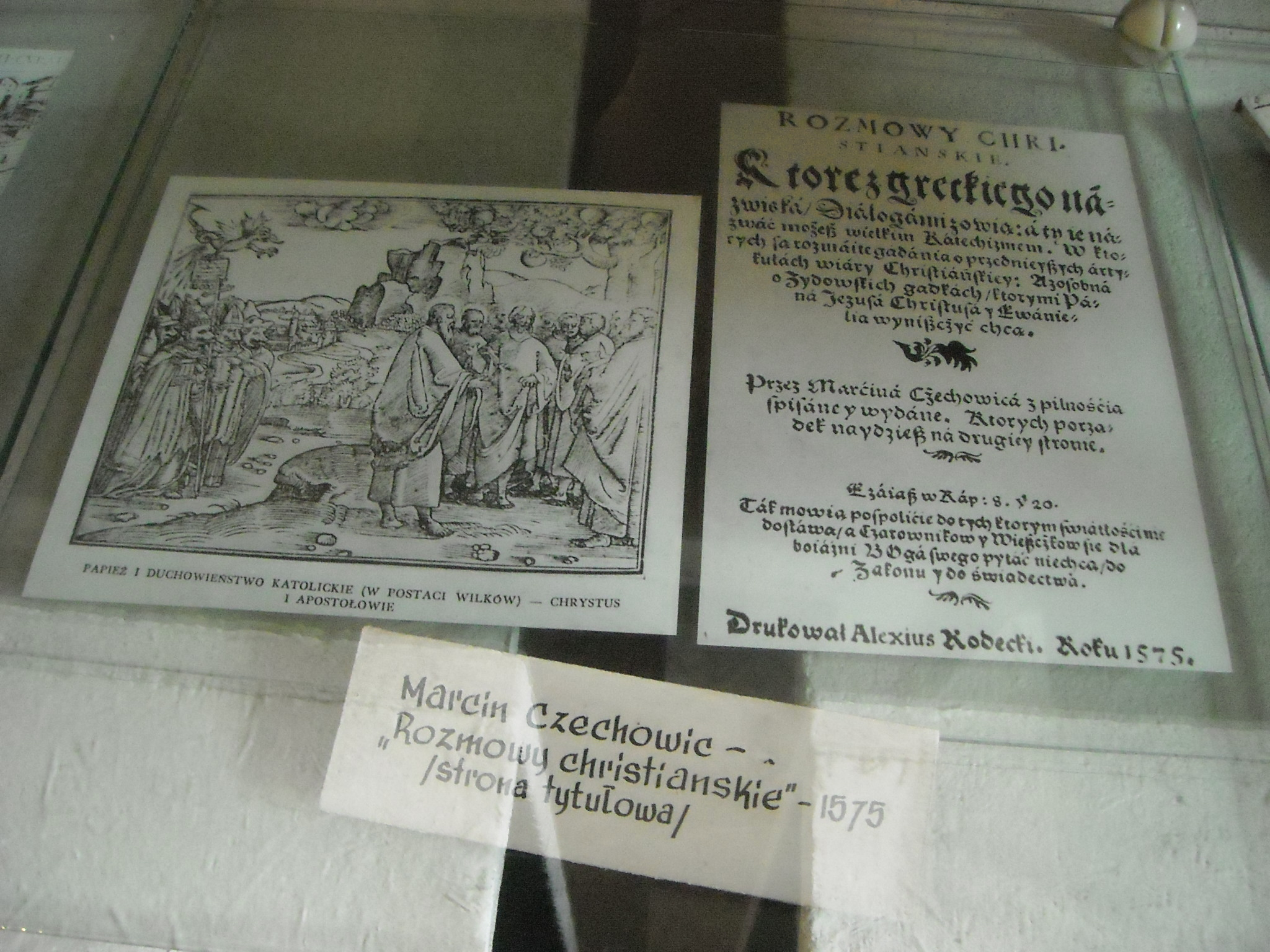
Strona tytułowa Rozmów Christianskich – zbiory Muzeum Regionalnego w Pińczowie

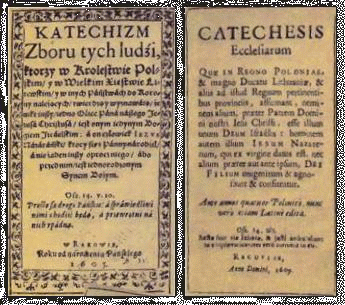
Katechizm Rakowski

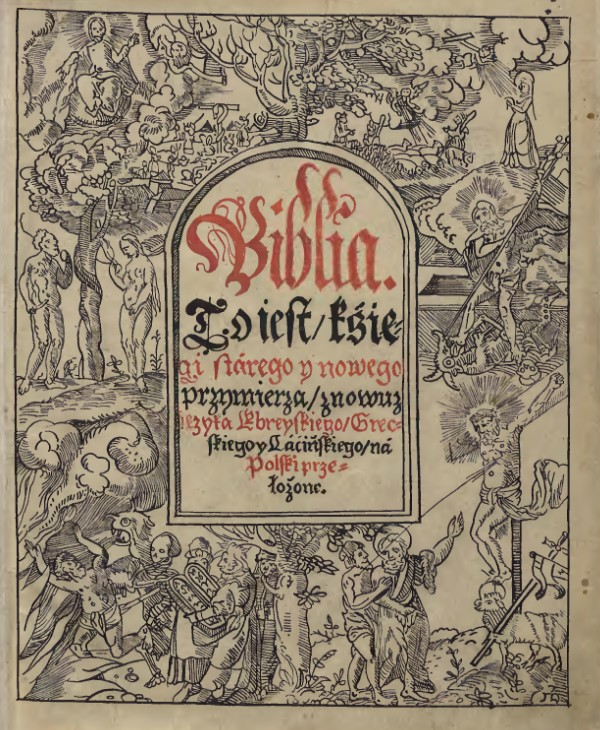
Biblia nieświeska

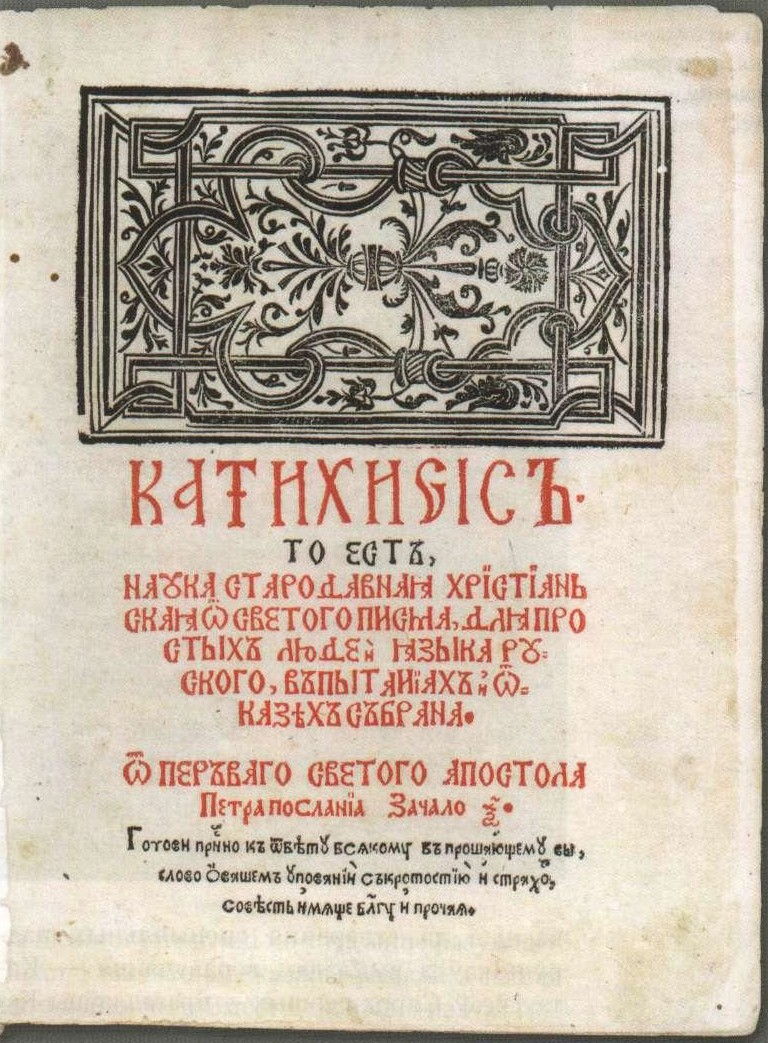
Katichizis Szymona Budnego

Pisarze braci polskich – twórcy, którzy w okresie reformacji byli zwolennikami unitarianizmu, należący do wspólnoty braci polskich – wyznania powstałego w łonie kalwinizmu (rozłam nastąpił w 1562). Przez przeciwników należących do kalwinistów zostali przezwani „arianami”, którzy ich poglądy wiązali z doktryną teologiczną, sformułowaną w III w. n.e. w Aleksandrii przez Ariusza. Poglądy unitariańskie przyjęli od Miguela Serveta w dobie renesansu za pośrednictwem włoskich reformatorów takich jak Faust Socyn, którzy zmuszeni do opuszczenia Włoch osiedlali się w Polsce. Ośrodkiem ich działalności stał się Raków, gdzie założyli pierwszą własną szkołę – Akademię Rakowską.

## Charakterystyka
Sami nazywali siebie „braćmi polskimi” lub „chrystianami”. Odrzucali oni dogmat o boskości Chrystusa oraz o jednym Bogu w trzech osobach, jako tezy sprzeczne z rozumem; byli prekursorami oświeceniowego racjonalizmu. Główny nacisk kładli na ponowne odczytanie Ewangelii i zawarte w niej wskazówki dotyczące zasad miłości bliźniego oraz sprawiedliwości społecznej. Byli przeciwnikami kary śmierci i zaborczych wojen, wskazywali bardzo daleko idącą tolerancję religijną. W obrębie swej wspólnoty dokonali pełnej emancypacji kobiet (zwłaszcza jeśli chodzi o sprawowanie urzędów kościelnych). Zdarzało się, że we własnych majątkach dokonywali uwłaszczenia chłopów; próbowali zakładać gminy społeczne (rodzaj „chrześcijańskich komun”, opartych na zasadach równości i wspólnego korzystania z dóbr materialnych).
Przede wszystkim zaś oddali ogromne usługi kulturze polskiej. Zakładali nowoczesne, jak na owe czasy, szkoły (w 1602 roku w Rakowie, ewangelicka w Pińczowie), drukarnie (w 1574 w Krakowie Aleksego Rodeckiego, oraz w 1602 w Rakowie jego zięcia Sebastiana Sternackiego). Pisali podręczniki, tłumaczyli na język polski Pismo Święte (m.in. Biblia nieświeska). W 1658 – dwadzieścia lat po zlikwidowaniu Akademii Rakowskiej – sejm wydał uchwałę skazującą braci polskich na wygnanie lub zmianę religii pod groźbą kary śmierci.
Pisarze braci polskich byli przede wszystkim myślicielami i propagatorami swojej religii. Ich poglądy wykraczały jednak poza sprawy wiary. Dotykały kwestii społecznych, politycznych, prawnych, moralnych i filozoficznych. Katechizm Rakowski, wydane w 1604 w Rakowie wyznanie wiary braci polskich, głoszące (jako jedno z pierwszych dzieł w historii Europy) zasadę racjonalizmu i tolerancji religijnej inspirowało m.in. Konstytucję Stanów Zjednoczonych.

## Przedstawiciele
Najwybitniejsi ideolodzy braci polskich:
- Marcin Czechowic (1532–1613), napisał m.in.: O wolności sumienia (po łacinie);
- Szymon Budny (1530–1593), napisał: O urzędzie miecza używającem, O przedniejszych wiary chrystiańskiej artikulech;
- Piotr z Goniądza (1530–1572), napisał O synu Bożym;
- Andrzej Wiszowaty (1608–1678) – napisał O religii zgodnej z rozumem (po łacinie);
- Jan Crell (1590–1633) – napisał O wolności sumienia (łac. C. Vindiciae pro religionis liberate).

Oprócz ideologów wśród braci polskich spotykamy też znakomitych poetów. Najwybitniejszym był Wacław Potocki (1621–1696). Drugim był Zbigniew Morsztyn (1628–1689), bliski krewny Jana Andrzeja. Miał bardzo bogaty życiorys. Uczestniczył w wojnach kozackich szwedzkich. Po 1658 wyemigrował z kraju, przebywał na Prusach jako dworzanin i dyplomata ks. Bogusława Radziwiłła. Zmarł na emigracji. Jest autorem lekkich, często żartobliwych wierszy, pomieszczonych w zbiorze „Muza domowa”, gdzie znajdujemy jednak i utwory tragiczne, jak Duma niewolnicza, lub piękny poemat o niedolach współwyznawców – Pieśń o ucisku. Prócz tego napisał cykl wierszy religijnych w duchu mistycznej i alegorycznej poezji barokowej – Emblemata.
Z innych poetów warto wymienić jeszcze Jana Stojeńskiego (1590–1654), autora wierszy religijnych; jego ojciec, Piotr Statorius-Stojeński, był reformatorem szkoły braci polskich w Pińczowie i autorem pierwszej polskiej gramatyki (w języku łacińskim). Poetą związanym z braćmi polskimi był kalwinista Erazm Otwinowski (1526–1614), kurator i nauczyciel szkoły w Pińczowie. Jakub Teodor Trembecki napisał wiersze różne i fraszki (podpisane kryptonimem: J. T. T.). Walerian Otwinowski napisał Respons. Samuel Otwinowski przełożył piękną polską prozą Saadiego Perską księgę nazwaną Giulistan to jest Ogród Różany, napisał Historia turecka. Hieronim Moskorzowski przetłumaczył tekst Katechizmu na łacinę. Napisał m.in.: diariusz oraz dzieło polemiczne Oratio, qua continetur brevis calumniarum depulsio..... Jan Mączyński wydał pierwszy wielki łacińsko-polski słownik Lexicon Latino Polonicum Ex Optimis Latinae Linguae Scriptoribus Concinnatum. Mikołaj Kochanowski przetłumaczył Moralia Plutarcha na język polski i napisał Rotuły do synów swych. Olbrycht Karmanowski był autorem wierszy, w tym cyklu Pieśni pokutne. Autorem dzieła, Historia belli cosacco-polonici był Samuel Grądzki.
Jerzy Blandrata, który napisał traktat medyczny (ginekologia), dedykowany królowej Bonie: Gynaeceorum ex Arystoteli et Bonaciolo [...] noviter excerpta de fecundatione, gravitate, partu et puerperio. Marcin Krowicki napisał m.in. Obrona nauki prawdziwej i wiary starodawnej krześciańskiej. Praca Stanisława Lubienieckiego Theatrum cometicum... to największe siedemnastowieczne dzieło o kometach, jeszcze obecnie wykorzystywane jako źródło cennych informacji naukowych. Zawiera opisy około 600 komet, wszystkich jakie widziano na niebie od biblijnego potopu do 1665. Jeden z kraterów Księżyca został nazwany, na cześć astronoma, jego nazwiskiem: Lubieniecki (krater księżycowy). Natomiast Jan Niemojewski  był autorem pism polemicznych, m.in.: Ukazanie iż kościół rzymski papieski nie jest apostolski.... Catechesis minor juventuti religione christiana imbuendae conscripta jest dziełem Walentego Smalca. Joachim Stegmann napisał nowatorski podręcznik do nauki matematyki i geometrii. Założyciel miasta Szlichtyngowa, Jan Jerzy Szlichtyng, napisał komentarze do Nowego Testamentu. Jonasz Szlichtyng Wyznanie wiary zborów tych, które się w Polsce Chrystiańskim tytułem pieczętuj. Andrzej Wiszowaty jest autorem 62 prac z dziedziny teologii, filozofii, religii i etyki, m.in. Religio rationalis seu de rationis judicio – O religii zgodnej z rozumem, czyli traktat o posługiwaniu się sądem rozumu także w sprawach teologicznych i religijnych; wydawca dorobku braci polskich, monumentalnego wydawnictwa Bibliotheca Fratrum Polonorum, jego syn Benedykt Wiszowaty jest twórcą Catecheses Ecclesiarum Polonicarum. Compendium religionis Christiana, było dziełem spolonizowanego austriackiego barona Johanna Ludwiga von Wolzogena. Andrzej Lubieniecki (zm. 1623) napisał swoje najważniejsze dzieło: Poloneutichia abo Królestwa Polskiego szczęście, a przy tym i W. Księstwa Litewskiego. A potem tegoż szwankowanie w roku 1612 i 1613. Samuel Przypkowski był zwolennikiem całkowitego rozdziału Kościoła od państwa, co zawarł w rozprawie: Dissertatio de pace et concordia ecclesiae (Rozprawa o pokoju i zgodzie w Kościele). Najważniejszym dziełem Jerzego Szomana jest autobiograficzny Testamentum ultimae voluntatis. W 1577 powstał Nowy Testament w przekładzie Marcina Czechowica.
Bibliotheca Fratrum Polonorum quos Unitarios vocant z 1668 zawiera zbiór najważniejszych dzieł pisarzy ariańskich.